# 宮里立士
宮里 立士（みやざと たつし、1966年 - 2014年）は、日本の文芸評論家。

## 略歴
沖縄県那覇市出身。琉球大学法文学部卒業。成蹊大学大学院文学研究科博士課程満期退学。
研究分野は日本の近代精神と琉球文学。文芸・オピニオン誌『表現者』（イプシロン出版企画、偶数月16日頃発売）に「琉球文藝考」を連載。2014年に死去した。

## 著書
- ＜共著＞戦中期植民地行政史料　外務省茗荷谷研修所旧蔵記録 マイクロフィルムリール（広瀬順晧、熊本史雄、橋谷弘,ゆまに書房,2003）
- ＜一部執筆＞北村透谷とは何か（編：北村透谷研究会,笠間書院,2004）
- ＜共編著＞抗日・排日関係史料 別巻（監修：金丸裕一,編：金丸裕一、佐藤哲彦,ゆまに書房,2007）
- ＜一部執筆＞読書之友・読書世界 書誌書目シリーズ79（監修：浅岡邦雄,ゆまに書房,2007）